# منطقة ديانا
منطقة ديانا هي واحدة من المناطق الإدارية في مدغشقر. تقع في أقصى شمال الجزيرة وعاصمتها مدينة أنتسيرانانا (Antsiranana). تحدها من الجنوب منطقتي سافا وصوفيا.
في 2004 قدر عدد سكان المنطقة ب 485,800 نسمة في حين تبلغ المساحة الكلية 19266 كم².

## وصلات خارجية
- الموقع الرسمي لمنطقة ديانا